# Chlamydogobius micropterus
Chlamydogobius micropterus är en fiskart som beskrevs av Larson, 1995. Chlamydogobius micropterus ingår i släktet Chlamydogobius och familjen smörbultsfiskar. IUCN kategoriserar arten globalt som akut hotad. Inga underarter finns listade i Catalogue of Life.